# Видава
Видава (пољ. Widawa) је река у западној Пољској. Десна притока реке Одре.
Дужина реке износи 110 km.
Површина речног слива је 1.716 km²
Извор Видаве се налази на Твардогорском побрђу (Wzgórza Twardogórskie) на надморској висини од 204 m у селу Дролтовице (Drołtowice), западно од Сицова (Syców). У близини Намислова (Namysłów) река мења правац тока са јужног на западни. 
Обале Видаве су регулисане и делимично или у потпуности изграђене. У највећем делу тока Видава протиче кроз широку долину са ниским падом. Због плитког корита често плави околна поља и ливаде. На Вроцлавској равници ствара меандре и улива се у Одру код Вроцлава, на 267 kmу тока Одре.

## Важније притоке
- леве
  - Грањична (Graniczna)
- десне
  - Олесњица (Oleśnica)
  - Добра (Добра)

## Градови
Већи градови кроз које протиче река:
- Намислов (Namysłów)
- Бијерутов (Bierutów)
- Вроцлав (Wrocław)

## Вроцлавски мостови
У Вроцлаву се над реком налази 9 мостова:
- Мост Болеслава Кривоустог (Most Bolesława Krzywoustego)
- Декарски мост
- Клокочицки мост
- Пенговски мост
- Полановицки мост
- Солтисовицки мост
- Видавски мост
- илчицки мост
- Закжовски мост